# سومن، نر
سومَن یک کمون در بخش دپارتمانِ نُر در شمال فرانسه است. کمون قبیله Villers-Campeau توسط سومن در سال ۱۹۴۷ جذب شد. این شهر برای صنایع معدنی فراوانی شناخته شده بود. 